# تئوری توطئه (فیلم)
تئوری توطئه (به انگلیسی: Conspiracy Theory) نام یک فیلم اکشن/هیجانی محصول ۱۹۹۷ آمریکا است. در این فیلم مل گیبسون در نقش یک راننده تاکسی ظاهر شده‌است که مدام فکر می‌کند یک دولت در سایه مشغول سازماندهی و خط دهی روند کنترل کشور ایالات متحده آمریکا می‌باشد. همچنین جولیا رابرتز نقش یک کارمند وزارت دادگستری ایالات متحده آمریکا که سعی می‌کند به وی کمک کند. مکان‌های فیلمبرداری فیلم تماماً در شهر نیویورک بوده‌است. فیلم در اولین هفته اکرانش، فروش ۱۹ میلیون دلاری را تجربه کرد و در نهایت در آمریکا توانست به فروش ۷۵ میلیون دلاری نائل آید. همچنین ۶۱ میلیون دلار نیز درآمدی بود که از فروش فیلم در کشورهای دیگر عاید تهیه‌کنندگان آن شد.
خلاصه داستان:
«جری فلچر» (گیبسن)، رانندهٔ تاکسی نیویورکی، کارش شده کشف توطئه‌هایی که در سطح کشور و دنیا در حال جریان است. یک روز «جری» ربوده می‌شود و حالا او اطمینان پیدا می‌کند که یکی از توطئه‌هایی که کشف کرده باید درست و واقعی بوده باشد…